# Eudorylas suwai
Eudorylas suwai är en tvåvingeart som beskrevs av Morakote och Kôji Yano 1990. Eudorylas suwai ingår i släktet Eudorylas och familjen ögonflugor. Inga underarter finns listade i Catalogue of Life.